# Veikkausliiga 2019
La temporada 2019 es la edición número 89 de la Veikkausliiga. La temporada comenzó el 3 de abril y finalizara el 3 de noviembre de 2019. El HJK Helsinki es el actual campeón.
el primer clasificado obtendrá un cupo para la segunda ronda de la Liga de Campeones de Europa 2019-20, mientras que el segundo y tercer clasificado obtendrán un cupo para la primera ronda de la Liga Europa de la UEFA 2019-20.
Un tercer cupo para la primera ronda de la Liga Europea 2019-20 será asignado al campeón de la Copa de Finlandia.

## Formato de competencia
Veikkausliiga ha adoptado un nuevo formato de liga para la temporada 2019. Cada equipo jugará entre sí dos veces en la temporada regular. Después de la temporada regular, los seis primeros equipos avanzarán a la Serie de Campeonato, que determinará el campeón y los lugares de clasificación para las copas europeas. Los seis equipos inferiores avanzarán a la Serie Challenger. El mejor equipo de la Serie Challenger jugará en un torneo contra los equipos de 4º, 5º y 6º lugar de la Serie de Campeonato. El ganador de eso jugará en una serie final contra el tercer mejor equipo de la Serie de Campeonato. El último lugar de clasificación para la UEFA Europa League será para el ganador de esa serie.
El peor equipo de la Serie Challenger descendera a la Ykkönen o Segunda división, y el penúltimo clasificado jugará el Playoff de relegación contra el subcampeón de la Segunda División para determinar cual de los dos jugará en la Veikkausliiga 2020.

## Ascensos y descensos
Los clubes TPS Turku y PS Kemi, descendidos la temporada anterior, son reemplazados para este torneo por el campeón y subcampeón de la Ykkönen, la Segunda división finlandesa, el HIFK Helsinki y el KPV Kokkola respectivamente.
| Pos. | Descendidos de la Veikkausliiga 2018 |
| ---- | ------------------------------------ |
| 11.º | TPS                                  |
| 12.º | PS Kemi                              |

| Pos. | Ascendidos de la Ykkönen 2018 |
| ---- | ----------------------------- |
| 1.º  | HIFK                          |
| 2.º  | KPV                           |

## Información de los equipos
| Club          | Ciudad    | Estadio                 | Capacidad |
| ------------- | --------- | ----------------------- | --------- |
| HIFK          | Helsinki  | Telia 5G -areena        | 10.776    |
| HJK           | Helsinki  | Telia 5G -areena        | 10.776    |
| Honka         | Tapiola   | Tapiolan Urheilupuisto  | 5.000     |
| Ilves         | Tampere   | Tammela Stadion         | 5.040     |
| Inter Turku   | Turku     | Veritas Stadion         | 9.300     |
| Lahti         | Lahti     | Lahden Stadion          | 14.500    |
| IFK Mariehamn | Mariehamn | Wiklöf Holding Arena    | 4.000     |
| KPV           | Kokkola   | Kokkolan keskuskenttä   | 2.000     |
| KuPS          | Kuopio    | Savon Sanomat Areena    | 5.000     |
| RoPS          | Rovaniemi | Rovaniemen keskuskenttä | 4.000     |
| SJK           | Seinäjoki | OmaSP Stadion           | 6.000     |
| VPS           | Vaasa     | Hietalahti Stadion      | 6.000     |

## Temporada regular

### Tabla de posiciones
| Pos. | Equipo        | Pts. | PJ | G  | E  | P  | GF | GC | Dif. | Clasificación 2019       |
| ---- | ------------- | ---- | -- | -- | -- | -- | -- | -- | ---- | ------------------------ |
| 1    | Inter Turku   | 42   | 22 | 13 | 3  | 6  | 39 | 25 | +14  | Ronda por el campeonato  |
| 2    | KuPS          | 40   | 22 | 11 | 7  | 4  | 39 | 23 | +16  | Ronda por el campeonato  |
| 3    | Ilves         | 40   | 22 | 11 | 7  | 4  | 29 | 18 | +11  | Ronda por el campeonato  |
| 4    | HJK           | 34   | 22 | 8  | 10 | 4  | 28 | 22 | +6   | Ronda por el campeonato  |
| 5    | Honka         | 34   | 22 | 10 | 4  | 8  | 31 | 27 | +4   | Ronda por el campeonato  |
| 6    | IFK Mariehamn | 31   | 22 | 9  | 4  | 9  | 29 | 23 | +6   | Ronda por el campeonato  |
| 7    | SJK           | 28   | 22 | 7  | 7  | 8  | 17 | 23 | −6   | Ronda por la permanencia |
| 8    | Lahti         | 28   | 22 | 7  | 7  | 8  | 21 | 29 | −8   | Ronda por la permanencia |
| 9    | HIFK          | 26   | 22 | 6  | 8  | 8  | 25 | 29 | −4   | Ronda por la permanencia |
| 10   | RoPS          | 24   | 22 | 6  | 6  | 10 | 19 | 25 | −6   | Ronda por la permanencia |
| 11   | KPV           | 16   | 22 | 4  | 4  | 14 | 19 | 39 | −20  | Ronda por la permanencia |
| 12   | VPS           | 15   | 22 | 2  | 9  | 11 | 22 | 35 | −13  | Ronda por la permanencia |

Actualizado a los partidos jugados el 1 de septiembre de 2019.
 Fuente: Soccerway

### Tabla de resultados cruzados
| Local \ Visitante | HIF | HJK | HON | ILV | INT | KPV | KUP | LAH | MAR | ROP | SJK | VPS |
| ----------------- | --- | --- | --- | --- | --- | --- | --- | --- | --- | --- | --- | --- |
| HIFK              | —   | 0–2 | 2–0 | 2–2 | 1–1 | 3–2 | 1–1 | 0–1 | 1–1 | 1–0 | 1–0 | 2–1 |
| HJK               | 1–1 | —   | 0–1 | 0–0 | 2–1 | 3–1 | 1–1 | 4–0 | 2–1 | 2–2 | 2–2 | 1–1 |
| Honka             | 3–0 | 0–1 | —   | 1–2 | 3–2 | 0–1 | 1–2 | 2–0 | 1–3 | 1–0 | 0–0 | 1–1 |
| Ilves             | 3–1 | 1–1 | 1–1 | —   | 0–1 | 4–2 | 0–2 | 1–0 | 0–0 | 2–2 | 3–0 | 0–0 |
| Inter Turku       | 3–2 | 4–1 | 3–1 | 2–3 | —   | 2–1 | 1–0 | 2–0 | 1–0 | 3–0 | 1–2 | 1–1 |
| KPV               | 1–1 | 2–1 | 0–1 | 0–2 | 1–3 | —   | 2–1 | 0–0 | 0–4 | 0–1 | 1–2 | 2–1 |
| KuPS              | 1–1 | 0–0 | 0–3 | 1–0 | 2–0 | 3–1 | —   | 5–1 | 0–0 | 2–2 | 0–1 | 5–0 |
| Lahti             | 0–0 | 3–0 | 3–2 | 1–0 | 1–1 | 1–0 | 3–3 | —   | 0–1 | 1–2 | 1–1 | 1–1 |
| IFK Mariehamn     | 1–3 | 0–2 | 2–2 | 0–1 | 1–2 | 3–0 | 3–4 | 0–1 | —   | 2–0 | 1–0 | 1–0 |
| RoPS              | 1–0 | 0–1 | 1–2 | 0–1 | 0–2 | 0–0 | 0–1 | 3–0 | 1–2 | —   | 1–1 | 2–1 |
| SJK               | 1–0 | 0–0 | 1–2 | 0–1 | 2–1 | 1–0 | 1–3 | 0–2 | 0–2 | 0–0 | —   | 1–0 |
| VPS               | 3–2 | 1–1 | 2–3 | 1–2 | 1–2 | 2–2 | 1–2 | 1–1 | 2–1 | 0–1 | 1–1 | —   |

## Ronda por el campeonato

### Tabla de posiciones
| Pos. | Equipo        | Pts. | PJ | G  | E  | P  | GF | GC | Dif. | Clasificación 2020–21                              |
| ---- | ------------- | ---- | -- | -- | -- | -- | -- | -- | ---- | -------------------------------------------------- |
| 1    | KuPS (C)      | 53   | 27 | 15 | 8  | 4  | 46 | 24 | +22  | Primera Ronda de la Liga de Campeones              |
| 2    | Inter Turku   | 48   | 27 | 15 | 3  | 9  | 42 | 29 | +13  | Primera Ronda de la Liga Europea                   |
| 3    | Honka (O)     | 47   | 27 | 14 | 5  | 8  | 41 | 29 | +12  | Play-offs para entrar en la Liga Europa de la UEFA |
| 4    | Ilves         | 47   | 27 | 13 | 8  | 6  | 34 | 25 | +9   | Primera ronda de la Liga Europea                   |
| 5    | HJK           | 37   | 27 | 9  | 10 | 8  | 33 | 29 | +4   | Play-offs para entrar en la Liga Europa de la UEFA |
| 6    | IFK Mariehamn | 32   | 27 | 9  | 5  | 13 | 31 | 34 | −3   | Play-offs para entrar en la Liga Europa de la UEFA |

Actualizado a los partidos jugados el 19 de octubre de 2019.
 Fuente: Soccerway
Notas:
1. ↑  Tras ganar la Copa de Finlandia, el Ilves obtuvo un cupo para la primera ronda de la Liga Europea 2020-21.

### Tabla de resultados cruzados
| Local \ Visitante | HJK | HON | ILV | INT | KUP | MAR |
| ----------------- | --- | --- | --- | --- | --- | --- |
| HJK               | —   | —   | —   | 0–1 | —   | 3–0 |
| Honka             | 3–1 | —   | —   | —   | —   | 3–0 |
| Ilves             | 2–1 | 0–2 | —   | 1–0 | —   | —   |
| Inter Turku       | —   | 0–1 | —   | —   | 0–2 | 2–0 |
| KuPS              | 1–0 | 1–1 | 2–0 | —   | —   | —   |
| IFK Mariehamn     | —   | —   | 2–2 | —   | 0–1 | —   |

## Ronda por la permanencia

### Tabla de posiciones
| Pos. | Equipo | Pts. | PJ | G  | E  | P  | GF | GC | Dif. | Clasificación 2020                                 |
| ---- | ------ | ---- | -- | -- | -- | -- | -- | -- | ---- | -------------------------------------------------- |
| 1    | HIFK   | 39   | 27 | 10 | 9  | 8  | 37 | 34 | +3   | Play-offs para entrar en la Liga Europa de la UEFA |
| 2    | Lahti  | 36   | 27 | 9  | 9  | 9  | 29 | 36 | −7   | Play-offs para entrar en la Liga Europa de la UEFA |
| 3    | SJK    | 30   | 27 | 7  | 9  | 11 | 18 | 29 | −11  |                                                    |
| 4    | RoPS   | 30   | 27 | 8  | 6  | 13 | 23 | 35 | −12  |                                                    |
| 5    | KPV    | 25   | 27 | 7  | 4  | 16 | 32 | 47 | −15  | Play-off de descenso                               |
| 6    | VPS    | 19   | 27 | 3  | 10 | 14 | 30 | 45 | −15  | Descenso a Ykkönen 2020                            |

Actualizado a los partidos jugados el 19 de octubre de 2019.
 Fuente: Soccerway

### Tabla de resultados cruzados
| Local \ Visitante | HIF | KPV | LAH | ROP | SJK | VPS |
| ----------------- | --- | --- | --- | --- | --- | --- |
| HIFK              | —   | 3–1 | —   | 2–0 | 2–0 | —   |
| KPV               | —   | —   | —   | 4–1 | —   | 2–3 |
| Lahti             | 2–2 | 1–4 | —   | 3–0 | —   | —   |
| RoPS              | —   | —   | —   | —   | 1–0 | 2–1 |
| SJK               | —   | 0–2 | 0–0 | —   | —   | 1–1 |
| VPS               | 2–3 | —   | 1–2 | —   | —   | —   |

## Play-offs de la UEFA Europa League
Los equipos que terminaron en los puestos tercero y del quinto al octavo al final de la temporada regular participarán en los play-offs para determinar el tercer participante para la UEFA Europa League 2020-21, que se clasificarán para la Primera Ronda.

### Cuartos
|}

### Semifinal
| Equipo 1      | Resultado    | Equipo 2 |
| ------------- | ------------ | -------- |
| HJK           | 2–2 (4:2 p.) | Lahti    |
| IFK Mariehamn | 0–0 (4:2 p.) | HIFK     |

|}

### Final
| Equipo 1 | Resultado  | Equipo 2      |
| -------- | ---------- | ------------- |
| HJK      | 1–2 (t.s.) | IFK Mariehamn |

| Equipo 1      | Agr. | Equipo 2 | Ida | Vuelta |
| ------------- | ---- | -------- | --- | ------ |
| IFK Mariehamn | 1–3  | Honka    | 1–2 | 0–1    |

## Playoffs de descenso
- El equipo ubicado en la undécima posición de la Veikkausliiga el KPV Kokkola, se enfrenta con el segundo equipo de la Ykkönen el TPS Turku, en juegos de de ida y vuelta por un cupo en la máxima categoría la próxima temporada.
| 24 de octubre de 2019, 18:30 | TPS | 0:0     | KPV | Veritas Stadion, Turku                                   |                                                          |
|                              |     | Reporte |     | Asistencia: 3.376 espectadores Árbitro(s): Kalle Mäkinen | Asistencia: 3.376 espectadores Árbitro(s): Kalle Mäkinen |

| 27 de octubre de 2019, 17:00 | KPV | 0:3 (0:1) (Global 0:3) | TPS                                     | Kokkolan keskuskenttä, Kokkola                              |                                                             |
|                              |     | Reporte                | 44' Ääritalo · 67' Jakonen · 90+2' Duah | Asistencia: 1,200 espectadores Árbitro(s): Ville Nevalainen | Asistencia: 1,200 espectadores Árbitro(s): Ville Nevalainen |

- TPS vence 3–0 en el agregado y asciende a la Veikkausliiga, KPV pierde la categoría.

## Goleadores
Actualizado el 26 de octubre de 2019, Fuente: Transfermarkt
| Pos. | Jugador             | Club        | Goles |
| ---- | ------------------- | ----------- | ----- |
| 1    | Filip Valenčič      | Inter Turku | 16    |
| 2    | Lauri Ala-Myllymäki | Ilves       | 12    |
| 2    | Borjas Martín       | Honka       | 12    |
| 4    | Timo Furuholm       | Inter Turku | 10    |
| 4    | Tiquinho            | HIFK        | 10    |
| 6    | Lucas Rangel        | KuPS        | 8     |
| 6    | Denys Oliynyk       | SJK         | 8     |
| 6    | Luis Henrique       | HIFK        | 8     |
| 9    | Steven Morrissey    | VPS         | 7     |
| 9    | Josu                | Lahti       | 7     |